# هالیکارناس
هالیکارناس (به یونانی: Ἁλικαρνᾱσσός — Halikarnassós یا Ἀλικαρνασσός — Alikarnassós؛ به ترکی استانبولی: Halikarnas؛ هم‌اکنون: بودروم) نام شهری در یونان باستان در ساحل کاریا در آناتولی بوده‌است.
شهر باستانی هالیکارناس، در ترکیهٔ امروزی، در استان آیدین قرار دارد.
چشم‌انداز زیبایی دارد و دارای موقعیت برتر بر خلیج‌های کُس و گوکوا است. در این مکان جنگ هالیکارناس بین اسکندر مقدونی و هخامنشیان درگرفت.
نخست تنها جزیرهٔ زفیریا (Zephyria) در کرانهٔ دریا را دربرمی‌گرفت و هم‌اکنون دژ بودروم (دژ پیتر مقدس) در آن جای دارد که در سال ۷۸۶ خورشیدی (۱۴۰۴ میلادی) به دست شوالیه های هوسپیتالر ساخته شد. پس از آن، جزیره به خشکیِ اصلی پیوست و با گسترش هالیکارناس، شهر کهن‌ترِ سالماسیس، که ازآنِ للگ‌ها و کاریایی‌های باستان بود، با آن یکی شد.
هرودوت، از اهالی «هالی‌کارناس» مستعمرهٔ یونانی در آسیای صغیر بود و چون این شهر جزء مستملکات ایران به شمار می‌رفت مورخ مذکور از تبعهٔ شاهنشاهی وقت ایران محسوب می‌شد.